# Barra (caractere)
A barra comum (travessa ou tranca, do latim) ou barra oblíqua é um caractere representado pelo sinal /, utilizado na informática para separar as subpáginas de seus domínios maiores, exprimir uma relação entre dois números, assim como criar um efeito de alternância de palavras.
Não é sinal da gramática da língua portuguesa e, portanto, não tem utilização convencionada. Pode ter diferentes significados, conforme intenção do autor. Se for utilizada em algum texto, convém que o autor defina o seu significado.
Usa-se também na matemática para simbolizar a operação divisão, como, por exemplo, 6/2=3.